# Zochrot
 (novembre 2013).
Si vous disposez d'ouvrages ou d'articles de référence ou si vous connaissez des sites web de qualité traitant du thème abordé ici, merci de compléter l'article en donnant les références utiles à sa vérifiabilité et en les liant à la section « Notes et références ».
Zochrot (זוכרות en hébreu ; de לזכור, « se souvenir ») est une association israélienne fondée en 2002 ayant pour but la sensibilisation de la communauté juive d'Israël à la Naqba (catastrophe en arabe), la promotion de la Loi du retour et, à long terme, la réconciliation des populations juives et palestiniennes au Proche-Orient.
La Naqba est le terme arabe pour désigner les changements démographiques qui eurent lieu pendant la guerre de Palestine de 1948. La plupart des Arabes israéliens et des Palestiniens considèrent ces évènements comme une catastrophe. Les membres de l'association sont d'avis qu'une prise de responsabilité de la communauté juive pour sa part dans cette catastrophe est une condition fondamentale à l'établissement d'une paix durable entre Juifs et Arabes et que, par contre, le refus des Juifs de reconnaître la Naqba et d'en accepter une part de la responsabilité ne fait qu'entraver le processus de paix entre les deux peuples.

## Activité
La principale activité de l'association est l'apposition de plaques commémorative sur les villages arabes abandonnés, parfois reconstruits par les Juifs. L'association organise également des tours dans les anciens villages arabes détruits, conférences et colloques, ainsi que des expositions artistiques. Elle a un site internet consacré aux villages palestiniens depuis 1948. 
En 2007 l'association publia une carte de Tel Aviv-Jaffa comprenant tous les anciens villages arabes détruits en 1948. Cette publication date de l'époque où les dernières maisons du village de Salama sont évacuées et des entrepreneurs prévoient l'évacuation des maisons de Al-Mas'udiyya à Tel-Aviv.
Le fondateur de l'association, Eitan Burnstein, répond à la question « Quel "retour" proposez-vous ? » dans une interview à Haaretz :
« J'ignore qui voudra se réinstaller ici, mais celui qui le souhaitera - le pourra. Si cela implique la fin de l'État juif, ce sera sa fin. Mon concept préféré est celui d'un État de la Méditerranée jusqu'au Jourdain où tous les habitants ont des droits et les deux peuples ont un lien à la terre. »
L'association est principalement financée par des dons en provenance de l'étranger. En 2009 l'association réunit 2,1 millions de shekels, la plupart donnés par l'ICCO (Pays-Bas), NISEREOR (Allemagne) et le CCFD (France). Cette année l'association emploie 15 personnes rémunérées. 

## Critiques
Les détracteurs de l'association y voient une association anti-sioniste d'extrême-gauche, visant à détruire l'état juif et démocratique d'Israël. On critique également sa présentation de la Naqba, qui ignore les sources du conflit et son déroulement. Enfin, on a critiqué le fait que l'association appelle « implantations sionistes » des colonies juives des deux côtés de la Ligne verte (Israël) datant d'avant 1948, comme Ramat Gan ou Shaar-Hagolan.

## Publications
L'association publie des brochures en hébreu et en arabe, consacrées aux différents villages et villes arabes. Depuis 2007 elle publie le périodique Sedek (fissure en hébreu).